# 阮潢
阮 潢（グエン・ホアン、Nguyễn Hoàng、1525年 - 1613年）は、ベトナムの広南国の国王。阮淦の子。

## 経歴
阮淦の死後、婿の鄭検に阮氏の持っていた権力を奪われた。黎朝により端郡公に封ぜられた。1558年、阮潢は順化に拠って、阮氏の勢力の基礎を固めた。1593年には端国公に封ぜられる。
1613年、88歳で死去し、勤義公の諡号を贈られ、僊主と称された。後に勤義達理顕応昭祐耀霊嘉裕王と改諡され、さらに肇基垂統欽明恭懿勤義達理顕応昭祐耀霊嘉裕太王と改められて、廟号を烈祖とされた。
1803年、かれの子孫の阮福映が阮朝を建国すると、太祖（Thái Tổ）の廟号を贈られ、諡号は肇基垂統欽明恭懿勤義達理顕応昭祐耀霊嘉裕皇帝（Triệu Cơ Thùy Thống Khâm Minh Cung Ý Cần Nghĩa Đạt Lý Hiển Ứng Chiêu Hựu Diệu Linh Gia Dụ Hoàng Đế）とされ、長基陵に葬られた。

## 子女

### 子
- 阮河（Nguyễn Hà、和郡公）
- 阮漢（Nguyễn Hán、蒞郡公）
- 阮成（Nguyễn Thành）
- 阮演（Nguyễn Diễn、豪郡公）
- 阮海（Nguyễn Hải、錦郡公）
- 阮福源（Nguyễn Phúc Nguyên、阮熙宗）
- 阮福洽（Nguyễn Phúc Hiệp、文郡公）
- 阮福沢（Nguyễn Phúc Trạch、右郡公）
- 阮福洋（Nguyễn Phúc Dương、義郡公）
- 阮福渓（Nguyễn Phúc Khê、祥郡公）

### 女
- 阮福玉僊（Nguyễn Phúc Ngọc Tiên）
- 阮福玉秀（Nguyễn Phúc Ngọc Tú）（夫は鄭梉）